# Hilbersdorf (Bobritzsch-Hilbersdorf)

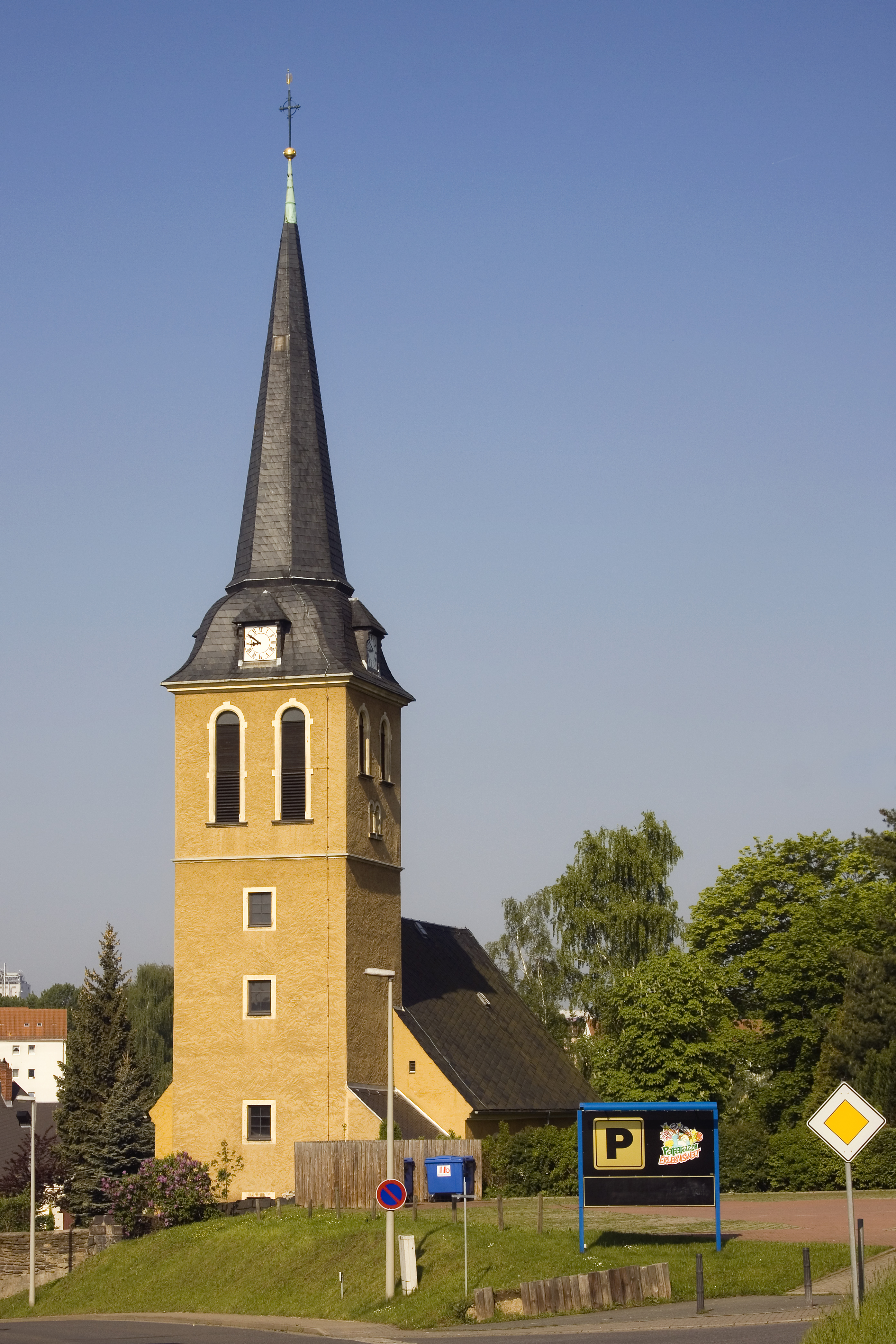
Kirche

Hilbersdorf ist ein Ortsteil der sächsischen Gemeinde Bobritzsch-Hilbersdorf im Landkreis Mittelsachsen (Freistaat Sachsen). Die Gemeinde Hilbersdorf fusionierte am 1. Januar 2012 mit der Gemeinde Bobritzsch zur Gemeinde Bobritzsch-Hilbersdorf.

## Geographie
Das Waldhufendorf Hilbersdorf liegt in einem rechten Seitental östlich der Freiberger Mulde und grenzt im Süden an Weißenborn/Erzgeb., im Westen und Norden an Freiberg. Nach Freiberg sind es 3 km und nach Dresden 33 km. Zu Hilbersdorf gehörte bis zum 31. Dezember 2011 der Ortsteil Muldenhütten.

## Geschichte

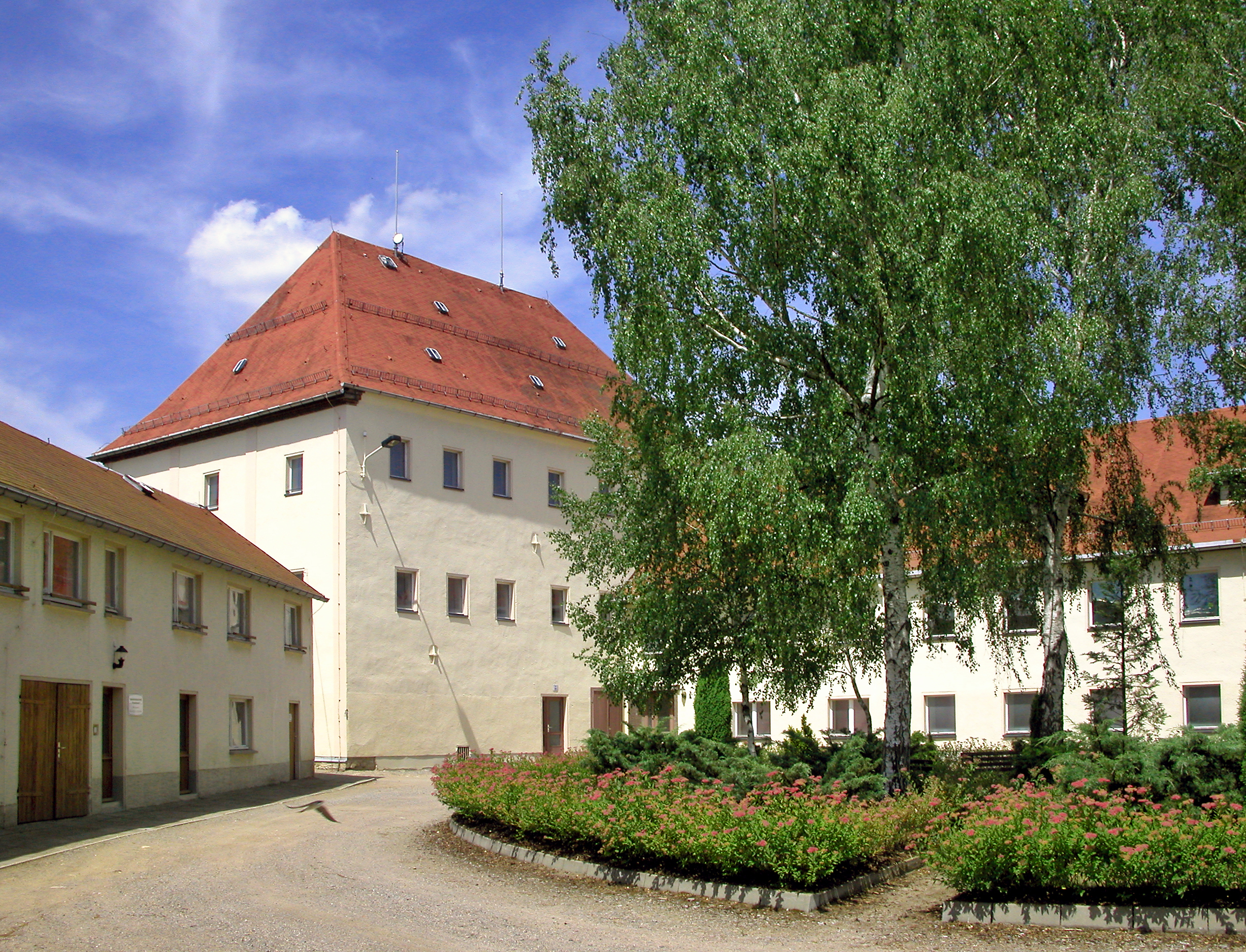
Herrenhaus, heute Teil des Pflegeheims

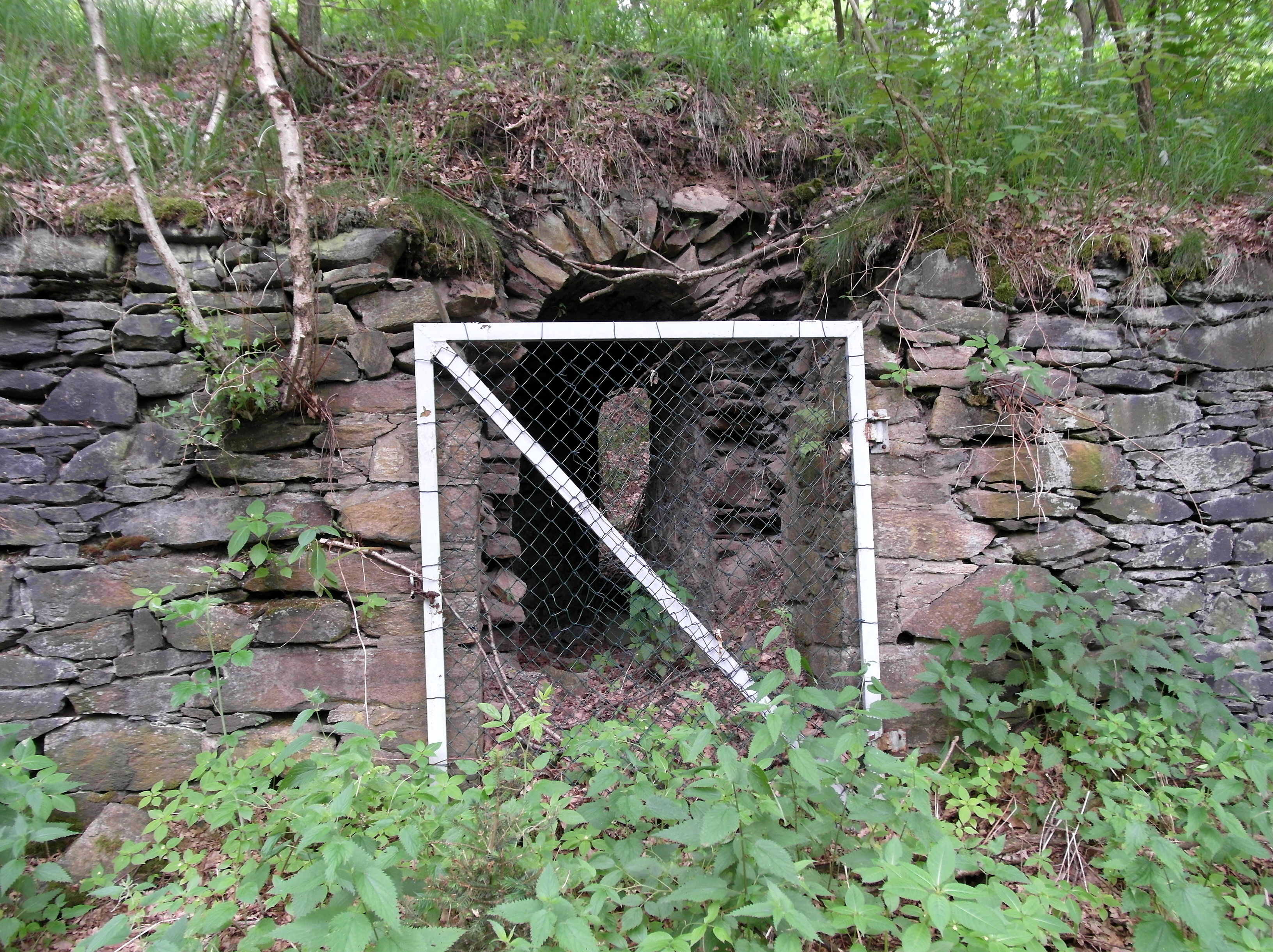
Alte Dynamit Hilbersdorf/Muldenhütten

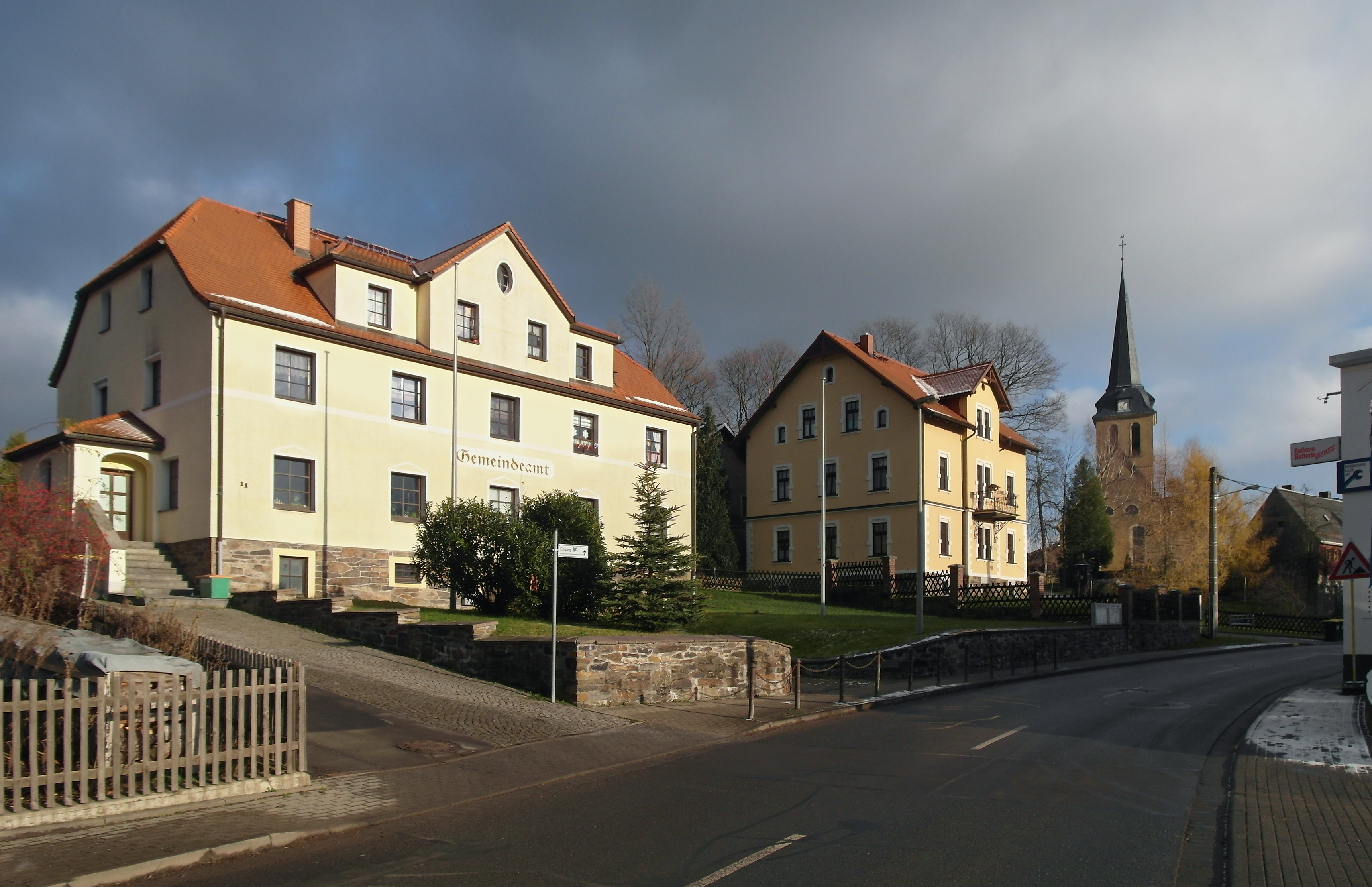
Gemeindeamt Hilbersdorf

Hilbersdorf wurde um 1166 unter dem Namen Hildebrandisdorf erstmals urkundlich erwähnt. Die Gründung der Ortschaft ist vermutlich auf das Jahr 800 zurückzuführen und wurde ursprünglich wohl nach einem Bauern namens Hildebrand benannt. Die Entwicklung von Hilbersdorf wurde größtenteils durch den Fund von Silber im Freiberger Bergbaurevier bestimmt. Der bis 2011 zu Hilbersdorf gehörige Ortsteil Muldenhütten südlich von Hilbersdorf ist seit dem 14. Jahrhundert von der Metallurgie geprägt.
Hilbersdorf gehörte bis 1856 zum kursächsischen bzw. königlich-sächsischen Kreisamt Freiberg. 1856 kam der Ort zum Gerichtsamt Freiberg und nach Trennung von Justiz und Verwaltung 1875 zur Amtshauptmannschaft Freiberg. Durch die zweite Kreisreform in der DDR kam Hilbersdorf im Jahr 1952 zum Kreis Freiberg im Bezirk Chemnitz (1953 in Bezirk Karl-Marx-Stadt umbenannt), der ab 1990 als sächsischer Landkreis Freiberg fortgeführt wurde und im Jahr 2008 im Landkreis Mittelsachsen aufging.
Die Gemeinde Hilbersdorf gehörte bis zum Zusammenschluss mit der Gemeinde Bobritzsch am 1. Januar 2012 der Verwaltungsgemeinschaft Freiberg an. Im Zuge der Auflösung wurde das Industriegebiet Muldenhütten ohne Gegenleistung an die Stadt Freiberg abgetreten, was die Einnahmesituation der Kommune verschlechtert.

### Einwohnerentwicklung
Folgende Einwohnerzahlen beziehen sich auf den 31. Dezember des voranstehenden Jahres mit Gebietsstand Januar 2007:
| 1982 bis 1988 - 1982 – 1647 - 1983 – 1597 - 1984 – 1600 - 1985 – 1570 - 1986 – 1548 - 1987 – 1491 - 1988 – 1478 | 1989 bis 1995 - 1989 – 1414 - 1990 – 1383 - 1991 – 1347 - 1992 – 1333 - 1993 – 1347 - 1994 – 1358 - 1995 – 1382 | 1996 bis 2002 - 1996 – 1414 - 1997 – 1448 - 1998 – 1501 - 1999 – 1507 - 2000 – 1497 - 2001 – 1472 - 2002 – 1456 | 2003 bis 2007 - 2003 – 1478 - 2004 – 1480 - 2005 – 1464 - 2006 – 1427 - 2007 – 1446 |

 Quelle: Statistisches Landesamt des Freistaates Sachsen

### Bürgermeister
Letzter Bürgermeister war Volker Haupt (CDU).
| Wahl                                     | Bürgermeister | Vorschlag | Wahlergebnis (in %) |
| ---------------------------------------- | ------------- | --------- | ------------------- |
| Auflösung (siehe Bobritzsch-Hilbersdorf) |               |           |                     |
| 2010                                     | Volker Haupt  | CDU       | 62,3                |
| 2003                                     | Volker Haupt  | Haupt     | 59,1                |

### Gedenkstätten
- Grabstätte und Gedenkstein aus dem Jahre 1974 auf dem Ortsfriedhof für fünf unbekannte KZ-Häftlinge, die bei einem Todesmarsch der Außenlager Leipzig und Colditz des KZ Buchenwald von SS-Männern ermordet, von Einwohnern in einem Waldstück verscharrt und später auf dem Friedhof begraben wurden

### Verkehr
Südlich des Ortes verläuft die Bahnstrecke Dresden–Werdau mit dem Bahnhof Muldenhütten, 2 km nördlich von Hilbersdorf führt die Bundesstraße 173 vorbei. Hilbersdorf ist über Staatsstraßen mit Freiberg und Bobritzsch verbunden.

## Gemeindepartnerschaften
Seit 1991 besteht eine Partnerschaft mit Hechthausen im Landkreis Cuxhaven.

## Söhne und Töchter
- Bruno Siegel (1890–1949), Arbeiterfunktionär, Politiker und Widerstandskämpfer
- Rudolf Weber (1893–1983), Lehrer und Heimatforscher
- Johannes Paul Langer (1897–1938), Historiker und Heimatforscher
- Rita Gerschner (1941–2024), Badmintonspielerin